# Ovládání klávesnice deseti prsty

Základní pozice při psaní deseti prsty (shodná pro klávesnice QWERTY i QWERTZ)

Ovládání klávesnice deseti prsty je lidská dovednost, která slouží k efektivnější práci s klávesnicí upravenou podle normy ISO/IEC 9995. Tato dovednost se obecně nazývá psaní deseti prsty nebo psaní naslepo, případně desetiprstová hmatová metoda. Využívá se pro generování znaků pomocí klávesnice psacího stroje, počítače a dalších technických zařízení využívajících normalizovanou klávesnici.
Pro ovládání klávesnice je vypracována promyšlená hmatová metoda, která využívá podmíněné reflexy. Ta respektuje fyziologickou stránku psaní na klávesnici a pokud možno rovnoměrné zatížení prstů. S její výukou bylo na území dnešní České republiky započato po roce 1920 (od školního roku 1932/33 bylo v Československu psaní na stroji povinným předmětem na obchodních akademiích). Datum vzniku hmatové metody není přesně znám, snad nedlouho před rokem 1888, kdy bylo rozložení QWERTY přijato za univerzální.
První kurzy psaní strojem organizovali sami výrobci psacích strojů, kteří dodávali nejen vlastní stroje, ale i školené písařky. V té době se psalo s díváním se na klávesnici, která měla různá uspořádání kláves (dvě, tři až sedm řad s různým pořadím písmen). Soupeřilo se mezi sebou ve využití různých metod. Základ pro dnešní hmatovou metodu pravděpodobně vznikl ve škole slečny Longleyové, jejíž zástupce zvítězil v soutěži, která se stala podnětem k zavedení rozložení kláves QWERTY, které mimo jiné umožňovalo využít k psaní všech deset prstů.
Z psaní na klávesnici je v České republice možné složit státní zkoušku. Též se v něm pořádají různé národní i mezinárodní soutěže (například ve Wordprocessingu), jež jednou za dva roky vrcholí mistrovstvím světa. Byl učiněn i pokus, aby psaní hmatovou metodou bylo uznáno za sport.

## Způsoby ovládání klávesnice deseti prsty
Klávesnici je možné ovládat jedním až deseti prsty. Ovládání klávesnice deseti prsty je v praxi možné provádět na třech úrovních efektivnosti. První, nejméně efektivní, je pouhé ovládání nebo psaní deseti prsty z paměti, pří ní je zohledněn pouze prstoklad. Mnohem efektivnější, přinášející mnohé další výhody, je ovládání klávesnice deseti prsty hmatovou metodou. Tato metoda využívá nejen prstoklad, ale též respektuje a využívá fyziologickou stránku psaní. Nejefektivnějším způsobem je ovládání klávesnice hmatovou metodou deseti prsty při využití rychlopisných zkratkových systémů.

## Pouhé ovládání nebo psaní deseti prsty zpaměti
Při pouhém ovládání nebo psaní na klávesnici deseti prsty z paměti jsou jednotlivým prstům přiděleny skupiny kláves, které ovládají. Cílem výuky na této úrovni je pouze automatické zvládnutí prstokladu. To znamená, že je nezbytné se naučit, který prst kterou klávesu ovládá. Tuto činnost je možné neustálým opakováním zefektivnit až do úrovně zcela automatického psaní jednotlivého znaku. Text nebo řetězec je však vždy psán po jednotlivých znacích, nikdy ne jako vědomý celek, a proto je psaní prováděno vědomě (zpaměti).
Tento způsob generování znaků se objevil s masovým rozšířením počítačů, kdy byly vytvořeny programy a návody pro snadnou a především rychlou výuku ovládání klávesnice. Ty vycházejí z požadavku nutnosti zapamatovat si, který prst který znak píše. Předností je, že výuka je opravdu rychlá – lze ji zvládnou během měsíce či dvou, a to dokonce bez výukového programu nebo učebnice. Tento způsob psaní využívá pouze té nejzjevnější podmínky profesionálního ovládání klávesnice – zvládnutí prstokladu. Odborníky není tento způsob považován za profesionální, neboť nevede k vytvoření dynamického stereotypu pro psaní celých řetězců.

## Ovládání klávesnice deseti prsty hmatovou metodou
Při využívání hmatové metody má každý jednotlivý prst přidělenu skupinu kláves, kterou ovládá. V důsledku způsobu výuky získaný dynamický stereotyp (řetězec reakcí na určité komplexy podnětů) pro generování celých řetězců navíc umožňuje psát celá slova nebo řetězce znaků jako vědomé celky (nikoliv po jednotlivých znacích). To zajišťuje, že je možné klávesnici ovládat z podvědomí (automaticky), tedy není nutné nad touto činností vůbec přemýšlet. Metoda má vliv nejen na obratnost prstů, ale i fungování mozku při generování znaků.
Díky automatickému generování znaků z podvědomí nedochází k snížení tvůrčího potenciálu pisatele (o třetinu až o dvě třetiny), jako je tomu při vědomém generování znaků (přemýšlení nad tím, jak znak napsat). Lze tedy říci, že využívání metody zvětšuje tvůrčí potenciál jedince, a to o tu část, o kterou se tvůrčí potenciál snižuje všem, kteří musí přemýšlet nad generováním znaků.

## Ovládání klávesnice hmatovou metodou při využití rychlopisných zkratkových systémů
Tento způsob doplňuje předchozí využitím rychlopisných zkratkových systémů při psaní textu pomocí speciálního programu (ZAVpis). Rychlopisné zkratkové systémy jsou tvořeny na obdobném základě jako těsnopisné zkratky.
Využívání třetí úrovně psaní textu deseti prsty vede k vytváření světových rekordů v psaní na klávesnici. Světový rekord v 30minutovém opisu textu při penalizaci 100 úhozů za neopravenou chybu činí 955,10 hrubého úhozu za minutu (15,92 hrubého úhozu za sekundu, což jsou přibližně tři slova) při chybovosti 0,03 % (neopraveno pouhých 8 chyb v 28 653 úhozech). Jeho držitelkou je od mistrovství světa v Římě v roce 2003 Češka Ing. Helena Matoušková. Tohoto výsledku dosáhla za použití zkratkového systému (bez jejich využití je možné dosáhnout maximální rychlosti 600 až 700 úhozů za minutu).
Paní Matoušková není jediná, která má úspěchy na světové úrovni. Česká republika je již řadu let nejúspěšnější zemí v různých disciplínách psaní na klávesnici.

## Výukové programy pro psaní všemi deseti
Výuka psaní všemi deseti prsty se přesunula z psacích strojů na klávesnice osobních počítačů. Programy pro psaní všemi deseti jsou pomůckou při organizované výuce psaní všemi deseti prsty, zejména na školách, ale jsou vhodné i pro samostudium.
Výukových programů je celá řada, například Nedatluj, ZAV, ATF – All Ten Fingers, Psaní všemi deseti, Rapid Typing Tutor, Deseti prsty, Píšu deseti či Psaní Hravě.
Při výběru výukového programu je důležité si předem zjistit, zda umožňuje úroveň výuky, které je požadováno dosáhnout. Mnohé umožňují výuku pouze na úrovni pouhého psaní deseti prsty zpaměti.